# 小鳴門新橋
小鳴門新橋（こなるとしんばし）は、徳島県鳴門市瀬戸町北泊と同県同市瀬戸町小島田（島田島）を結ぶ小鳴門海峡に架かる全長308m・2車線のアーチ橋である。
四国と島田島を結ぶ徳島県道183号亀浦港櫛木線（鳴門スカイライン）が通る。1971年8月に開通した。

## 名称
小鳴門海峡及び鳴門海峡に架かる計5本の橋梁のうち、撫養橋を除いた4本の橋梁に関しては、いずれも名称が似ており区別がつき難い（小鳴門橋#小鳴門海峡・鳴門海峡に架かる橋梁の名称を参照）。
なお5本中、当橋梁は小鳴門橋に次いで古く、また交通量が最も少ない。

## 位置関係
小鳴門海峡
（播磨灘<<）小鳴門新橋 - 島田渡船 - 小鳴門大橋 - 黒崎渡船 - 小鳴門橋 - 撫養橋 - 岡崎渡船（>>紀伊水道）